# Marion Motley
Marion Motley (Leesburg, 5 giugno 1920 – Cleveland, 27 giugno 1999) è stato un giocatore di football americano statunitense che ha giocato nei ruoli di fullback e linebacker per i Cleveland Browns nella All-America Football Conference (AAFC) e nella National Football League (NFL).
Fu uno dei migliori corridori e bloccatori tra la fine degli anni 40 e l'inizio degli anni 50, concludendo la sua carriera con 5,7 yard per possesso, un record per un fullback che resiste ancora oggi. Un giocatore versatile dotato sia di stazza che di velocità, Motley era una forza sia in attacco che in difesa. Joe Perry una volta lo definì "il più grande giocatore di football a tutto campo che ci sarà mai". Motley è stato uno dei primi afroamericani a giocare a football professionistico nell'era moderna ed è stato inserito nella Pro Football Hall of Fame nel 1968.

## Carriera professionistica
Motley crebbe a Canton, Ohio. Giocò a football alle scuole superiori e al college negli anni 30 prima di prestare servizio nell'esercito nella seconda guerra mondiale. Mentre si allenava con la squadra della Marina Americana nel 1944, giocò per una squadra allenata dal leggendario allenatore Paul Brown. Dopo la fine della guerra tornò a Canton prima che Brown lo invitasse a fare un provino per i Cleveland Browns, la squadra che allenava nella neonata AAFC. Motley entrò nella squadra 1946 e divenne una delle colonne dei successi di Cleveland alla fine degli anni 40. La squadra vinse quattro campionati della AAFC prima che la lega si dissolvesse e i Browns fossero assorbiti dalla più stabile NFL. Motley guidò la AAFC in yard corse nel 1948e la NFL nel 1950, quando i Browns vinsero un altro campionato.
Motley e l'altro compagno afroamericano Bill Willis dovettero scontrarsi col razzismo per tutta la loro carriera. Anche se tutte le barriere razziali erano state abbattute nei maggiori sport americani entro il 1950, gli insulti sul campo e le discriminazioni proseguirono. "Scoprirono che mentre ci chiamavano 'negri' e 'esche per alligatori', io stavo correndo per segnare dei touchdown e Willis gli stava sbattendo fuori tutta la merda che avevano dentro" disse una volta Motley. "Così smisero di chiamarci con quei nomi e tentarono di raggiungere il nostro livello". Concentrato unicamente sulla vittoria, Brown non tollerava il razzismo nella sua squadra.
Rallentato da infortuni al ginocchio, Motley lasciò i Browns dopo la stagione 1953. Tentò un ritorno nel 1955 come linebacker per i Pittsburgh Steelers ma fu svincolato prima della fine dell'anno. In seguito tentò una carriera come allenatore ma non ottenne responsi positivi dai Browns né dalle altre squadra che aveva contattato. Egli attribuì le sue difficoltà a trovare lavoro nel football alla discriminazione razziali, chiedendosi se le altre squadre fossero pronte per avere un allenatore afroamericano. Motley fu inserito nella Pro Football Hall of Fame nel 1968.

## Palmarès
- (1) Campione NFL (1950)
- (4) Campione AAFC (1946, 1947, 1948, 1949)
- (1) Pro Bowl (1950)
- (2) First-Team All-Pro (1948, 1950)
- Formazione ideale del 75º anniversario della NFL
- Formazione ideale del 100º anniversario della NFL
- Formazione ideale della NFL degli anni 1940
- Numero 41 ritirato dall'Università del Nevada
- Classificato al #74 tra i migliori cento giocatori di tutti i tempi da NFL.com
- Pro Football Hall of Fame (classe del 1968)